# Dangs
Die Dangs waren eine Gruppe von 15 „souveränen“ kleinsten indischen Fürstenstaaten im Khandesh District der Bombay Presidency zur Kolonialzeit. Die Bevölkerung bestand hauptsächlich aus Angehörigen des halbnomadischen Volkes der Bhil und einigen Konkani. Die geographische Lage war, auf ca. 2500 km², etwa zwischen 20° 22' und 21° 5' N sowie 73° 28' bis 73° 52' O. Die ungenaue Volkszählung 1881 ergab 45485 Einwohner. Die gebirgige Landschaft war von dichten Wäldern bedeckt und hat ausreichende Regenfälle und gute Böden. Das heiß-feuchte Klima galt jedoch als ausgesprochen ungesund. Unter Captain James Outram wurde zur Befriedung der wilden Region ein bewaffnetes Bhils Corps rekrutiert, das 1827 600 Mann stark war und sein Ziel 1831 erreichte. Das Gebiet wurde 1924 Teil der Baroda, Western India and Gujarat Agency.

## Organisation
Die rückständigen Dangs unterstanden, wie alle Fürstenstaaten, einem Political Agent genannten Kolonialbeamten. Dieser war zugleich der Finanzbeamte (collector) des britischen Distrikts Khandesh, in dem als weitere Gruppierung von Kleinststaaten noch die Mewas States gab. Er durfte als Richter bis zu 14 Jahren Haft aussprechen. Die einzelnen Häuptlinge urteilten nach Stammesrecht, das hauptsächlich Vermögensstrafen vorsah. Die gesamte Region war auf Dauer an die Briten „verpachtet“ jedoch hatten die einzelnen Ländchen das theoretische Recht mit einer Frist von sechs Monaten zu kündigen.

### Finanzen
Das Einkommen der herrschenden Chiefs, von denen sich vier als Rajas und die anderen als Nayaks (= Naik) bezeichneten, wurde vor allem durch Gebühren auf Holzeinschlag erzielt. Sie waren dem Deshmukh von Malar tributpflichtig. Das Gesamtsteueraufkommen für 1881 wurde auf 3100 £ geschätzt.

### Herrschaften
Geschätzte Einwohnerzahl und Steueraufkommen 1881 der 15 Herrschaften. Zu dieser Zeit konnten „kein halbes Dutzend der Einwohner lesen oder schreiben.“
| Land                            | Bevölkerung          | Einnahmen (Rs.)  | Anmerkungen                                           |
| Dang Pimpri                     | 3600                 | 3106             | 388 km²                                               |
| Dang Wadhwan                    | 253                  | 147              | ca. 12 km². Nicht zu verwechseln mit: Wadhwan (Staat) |
| Dang Ketak Kadupada             | 218                  | 155              |                                                       |
| Dang Amala                      | 5300                 | 2885; 1891: 5300 | Raja. 307 km²                                         |
| Dang Chinchli                   | 1670; 1891: ca. 1400 | 601              | ca. 70 km²                                            |
| Dang Pimpladevi                 | 134                  | 120              | ca. 10 km²                                            |
| Dang Palasbishar (= Palasvihir) | 223                  | 230              | ca. 5 km²                                             |
| Dang Auchar                     | ca. 500              | 201              | < 21 km²                                              |
| Dang Derbhauti                  | 4891; 1891: ca. 5000 | 3649             | Raja. 196 km²                                         |
| Dang Garvi (= Gadhi)            | 6309                 | 5125             | Raja.                                                 |
| Dang Shivbara                   | 346                  | 422              | ca. 12 km²                                            |
| Dang Kirli (= Kirali)           | 167                  | 512              | 31 km²                                                |
| Dang Wasurna                    | 6177                 | 2275             |                                                       |
| Dang Dhude (= Bilbari)          | 1450; 1891: 1418     | 85               | < 5 km²                                               |
| Dang Surgana                    | 14.000               | 11469            |                                                       |